# Dundalk FC
Der Dundalk Football Club ist ein 1903 gegründeter Fußballverein aus der irischen Stadt Dundalk. Dundalk spielt seit 1926 ununterbrochen in der League of Ireland.

## Geschichte
Der Verein wurde 1903 als Dundalk Great Northern Railway (GNR) Association Club gegründet; die ersten Jahre spielte der Club bis zum Ausbruch des Ersten Weltkrieges auf lokaler Ebene, als der Verein den Spielbetrieb vorläufig einstellte. Nach dem Krieg nahm der Verein ab der Saison 1919 den Spielbetrieb wieder auf, zunächst erneut in einer lokalen Liga. Nach der Unabhängigkeit des Irischen Freistaates wurde der Club zwar nicht in die neu gegründete Football League of Ireland aufgenommen, profitierte jedoch indirekt doch von der neuen Liga: Da die Mitglieder der League of Ireland gleichzeitig aus der Leinster Senior League, der spielstärksten regionalen irischen Liga, ausschieden, konnte Dundalk einen der nun unbelegten Startplätze in Leinster einnehmen; sie waren dort teilweise die einzige Nicht-Dubliner Mannschaft. Dundalk beendete die Saison 1925/26 als Dritter; wegen dieses Erfolges wurde der Verein schließlich zur Spielzeit 1926/27 doch noch als eines von zwei neuen Teams in die League of Ireland aufgenommen.
1930 benannte sich der Verein in Dundalk F.C. um; 1933 gelang dann, als erstem Verein, der nicht aus Dublin stammte, der Gewinn der irischen Meisterschaft. 1942 gelang der Sieg im ersten gesamtirischen Wettbewerb seit der Unabhängigkeit, dem Dublin and Belfast Inter-City Cup, sowie der erste von insgesamt zwölf Siegen im Pokal der Republik.
Von den 1960er bis in die 1990er Jahre war Dundalk eine der erfolgreichsten irischen Mannschaften mit acht Meisterschaften in 33 Jahren, fünf Pokal- sowie vier Ligapokalsiegen.
Ab der Jahrtausendwende ging es jedoch abwärts mit Dundalk; trotz eines weiteren Pokalsieges 2002 stieg man in die 2. Liga, die First Division, ab. Als Vizemeister des Jahres 2006 der First Division qualifizierte sich Dundalk für die Relegationsspiele gegen den Elften der Premier Division Waterford United und konnte diese auch für sich entscheiden. Aufgrund einer geplanten Umstrukturierung der League of Ireland zur Saison 2007 wurde Dundalk aber der Aufstieg verwehrt, während Waterford in der Premier Division verbleiben durfte. Nach dem Gewinn der First Division 2008 gelang Dundalk ab der Saison 2009 die Rückkehr in die Premier Division.
Am letzten Spieltag der Saison 2014 übernahm Dundalk durch einen 2:0-Erfolg gegen Cork City die Tabellenführung und konnte damit die erste Meisterschaft nach 19 Jahren feiern. In derselben Saison war dem Verein bereits der Gewinn des irischen Ligapokals gelungen. In den Jahren 2015, 2016, 2018 und 2019 konnten weitere Meisterschaften gefeiert werden. Darüber hinaus wurde der Landespokal in den Jahren 2015, 2018 und 2020 sowie der Ligapokal  2014, 2017 und 2019 gewonnen.
Dundalk spielte bereits zahlreiche Male in europäischen Wettbewerben, erreichte aber fast nie die zweite Runde, jedoch war die Mannschaft in den 1970er/1980er Jahren sehr heimstark, sie verlor bei fünf Europapokalteilnahmen in Folge kein Heimspiel. In der Europa League Saison 2020/21 erreichte man die Gruppenphase, verlor dort aber alle sechs Spiele gegen Arsenal London, Molde FK und SK Rapid Wien.

## Erfolge
- Irischer Meister (14)
  - 1932/33, 1962/63, 1966/67, 1975/76, 1978/79, 1981/82, 1987/88, 1990/91, 1994/95, 2014, 2015, 2016, 2018, 2019

- Irischer Pokalsieger (12)
  - 1942, 1949, 1952, 1958, 1977, 1979, 1981, 1988, 2002, 2015, 2018, 2020

- League of Ireland Shield (2)
  - 1967, 1972

- Irischer Ligapokalsieger (7)
  - 1977/78, 1980/81, 1986/87, 1989/90, 2014, 2017, 2019

- Irischer Supercup (3)
  - 2015, 2019, 2021

- Inter-City Cup (1)
  - 1941/42

## Europapokalbilanz
| Saison  | Wettbewerb                    | Runde                  | Gegner                   | Gesamt          | Hin           | Rück          |
| ------- | ----------------------------- | ---------------------- | ------------------------ | --------------- | ------------- | ------------- |
| 1963/64 | Europapokal der Landesmeister | Vorrunde               | FC Zürich                | 2:4             | 0:3 (H)       | 2:1 (A)       |
| 1967/68 | Europapokal der Landesmeister | 1. Runde               | Vasas Budapest           | 1:9             | 0:1 (H)       | 1:8 (A)       |
| 1968/69 | Messestädte-Pokal             | 1. Runde               | DOS Utrecht              | 3:2             | 1:1 (A)       | 2:1 n. V. (H) |
| 1968/69 | Messestädte-Pokal             | 2. Runde               | Glasgow Rangers          | 1:9             | 1:6 (A)       | 0:3 (H)       |
| 1969/70 | Messestädte-Pokal             | 1. Runde               | FC Liverpool             | 0:14            | 0:10 (A)      | 0:4 (H)       |
| 1976/77 | Europapokal der Landesmeister | 1. Runde               | PSV Eindhoven            | 1:6             | 1:1 (H)       | 0:6 (A)       |
| 1977/78 | Europapokal der Pokalsieger   | 1. Runde               | Hajduk Split             | 1:4             | 1:0 (H)       | 0:4 (A)       |
| 1979/80 | Europapokal der Landesmeister | Vorrunde               | Linfield FC              | 3:1             | 1:1 (H)       | 2:0 (A)       |
| 1979/80 | Europapokal der Landesmeister | 1. Runde               | Hibernians Football Club | 2:1             | 2:0 (H)       | 0:1 (A)       |
| 1979/80 | Europapokal der Landesmeister | 2. Runde               | Celtic Glasgow           | 2:3             | 2:3 (A)       | 0:0 (H)       |
| 1980/81 | UEFA-Pokal                    | 1. Runde               | FC Porto                 | 0:1             | 0:1 (A)       | 0:0 (H)       |
| 1981/82 | Europapokal der Pokalsieger   | 1. Runde               | Fram Reykjavík           | 5:2             | 1:2 (A)       | 4:0 (H)       |
| 1981/82 | Europapokal der Pokalsieger   | 2. Runde               | Tottenham Hotspur        | 1:2             | 1:1 (H)       | 0:1 (A)       |
| 1982/83 | Europapokal der Landesmeister | 1. Runde               | FC Liverpool             | 1:5             | 1:4 (H)       | 0:1 (A)       |
| 1987/88 | Europapokal der Pokalsieger   | 1. Runde               | Ajax Amsterdam           | 0:6             | 0:4 (A)       | 0:2 (H)       |
| 1988/89 | Europapokal der Landesmeister | 1. Runde               | FK Roter Stern Belgrad   | 0:8             | 0:5 (H)       | 0:3 (A)       |
| 1989/90 | UEFA-Pokal                    | 1. Runde               | FC Wettingen             | 0:5             | 0:3 (A)       | 0:2 (H)       |
| 1991/92 | Europapokal der Landesmeister | 1. Runde               | Honvéd Budapest          | 1:3             | 1:1 (A)       | 0:2 (H)       |
| 1995/96 | UEFA-Pokal                    | Qualifikation          | Malmö FF                 | 0:4             | 0:2 (H)       | 0:2 (A)       |
| 2002/03 | UEFA-Pokal                    | Qualifikation          | NK Varteks Varaždin      | 0:9             | 0:5 (A)       | 0:4 (H)       |
| 2010/11 | UEFA Europa League            | 1. Qualifikationsrunde | CS Grevenmacher          | 5:4             | 3:3 (A)       | 2:1 (H)       |
| 2010/11 | UEFA Europa League            | 2. Qualifikationsrunde | Lewski Sofia             | 0:8             | 0:6 (A)       | 0:2 (H)       |
| 2014/15 | UEFA Europa League            | 1. Qualifikationsrunde | Jeunesse Esch            | 5:1             | 2:0 (A)       | 3:1 (H)       |
| 2014/15 | UEFA Europa League            | 2. Qualifikationsrunde | Hajduk Split             | 2:3             | 0:2 (H)       | 2:1 (A)       |
| 2015/16 | UEFA Champions League         | 2. Qualifikationsrunde | BATE Baryssau            | 1:2             | 1:2 (A)       | 0:0 (H)       |
| 2016/17 | UEFA Champions League         | 1. Qualifikationsrunde | FH Hafnarfjörður         | (a)3:3(a)       | 1:1 (H)       | 2:2 (A)       |
| 2016/17 | UEFA Champions League         | 2. Qualifikationsrunde | BATE Baryssau            | 3:1             | 0:1 (A)       | 3:0 (H)       |
| 2016/17 | UEFA Champions League         | Play-offs              | Legia Warschau           | 1:3             | 0:2 (H)       | 1:1 (A)       |
| 2016/17 | UEFA Europa League            | Gruppenphase           | AZ Alkmaar               | 1:2             | 1:1 (A)       | 0:1 (H)       |
| 2016/17 | UEFA Europa League            | Gruppenphase           | Maccabi Tel Aviv         | 2:2             | 1:0 (H)       | 1:2 (A)       |
| 2016/17 | UEFA Europa League            | Gruppenphase           | Zenit Sankt Petersburg   | 1:4             | 1:2 (H)       | 0:2 (A)       |
| 2017/18 | UEFA Champions League         | 2. Qualifikationsrunde | Rosenborg Trondheim      | 2:3             | 1:1 (H)       | 1:2 n. V. (A) |
| 2018/19 | UEFA Europa League            | 1. Qualifikationsrunde | FC Levadia Tallinn       | 3:1             | 1:0 (A)       | 2:1 (H)       |
| 2018/19 | UEFA Europa League            | 2. Qualifikationsrunde | AEK Larnaka              | 0:4             | 0:0 (H)       | 0:4 (A)       |
| 2019/20 | UEFA Champions League         | 1. Qualifikationsrunde | Riga FC                  | 0:0 (5:4 i. E.) | 0:0 (H)       | 0:0 n. V. (A) |
| 2019/20 | UEFA Champions League         | 2. Qualifikationsrunde | Qarabağ Ağdam            | 1:4             | 1:1 (H)       | 0:3 (A)       |
| 2019/20 | UEFA Europa League            | 3. Qualifikationsrunde | ŠK Slovan Bratislava     | 1:4             | 0:1 (A)       | 1:3 (H)       |
| 2020/21 | UEFA Champions League         | 1. Qualifikationsrunde | NK Celje                 | 0:3             | 0:3 (A)       |               |
| 2020/21 | UEFA Europa League            | 2. Qualifikationsrunde | Inter Club d’Escaldes    | 1:0             | 1:0 (A)       |               |
| 2020/21 | UEFA Europa League            | 3. Qualifikationsrunde | Sheriff Tiraspol         | 1:1 (5:3 i. E.) | 1:1 n. V. (A) |               |
| 2020/21 | UEFA Europa League            | Play-offs              | KÍ Klaksvík              | 3:1             | 3:1 (H)       |               |
| 2020/21 | UEFA Europa League            | Gruppenphase           | Molde FK                 | 2:5             | 1:2 (H)       | 1:3 (A)       |
| 2020/21 | UEFA Europa League            | Gruppenphase           | FC Arsenal               | 2:7             | 0:3 (A)       | 2:4 (H)       |
| 2020/21 | UEFA Europa League            | Gruppenphase           | SK Rapid Wien            | 4:7             | 3:4 (A)       | 1:3 (H)       |
| 2021/22 | UEFA Europa Conference League | 1. Qualifikationsrunde | Newtown AFC              | 5:0             | 4:0 (H)       | 1:0 (A)       |
| 2021/22 | UEFA Europa Conference League | 2. Qualifikationsrunde | FC Levadia Tallinn       | 4:3             | 2:2 (H)       | 2:1 (A)       |
| 2021/22 | UEFA Europa Conference League | 3. Qualifikationsrunde | Vitesse Arnheim          | 3:4             | 2:2 (A)       | 1:2 (A)       |
| 2023/24 | UEFA Europa Conference League | 1. Qualifikationsrunde | FC Bruno’s Magpies       | 3:1             | 0:0 (A)       | 3:1 (H)       |
| 2023/24 | UEFA Europa Conference League | 2. Qualifikationsrunde | KA Akureyri              | 3:5             | 1:3 (A)       | 2:2 (H)       |

Gesamtbilanz: 94 Spiele, 20 Siege, 23 Unentschieden, 51 Niederlagen, 87:185 Tore (Tordifferenz −98)
Stand: 5. Oktober 2024

## Trainer
- Stephen O’Donnell (2022–2024)
- Jon Daly (2024)
- Ciarán Kilduff (2024-)